# Egmundella superba
Egmundella superba är en nässeldjursart som beskrevs av Eberhard Stechow 1921. Egmundella superba ingår i släktet Egmundella och familjen Campanulinidae. Inga underarter finns listade i Catalogue of Life.